# Sweet Home (serie de televisión)
Sweet Home (en hangul, 스위트 홈; romanización revisada, Seuwiteu Hom) es una serie de televisión de terror y drama surcoreana transmitida el 18 de diciembre de 2020 por Netflix.
Estuvo basada en el webtoon homónimo de Kim Kan-bi y Hwang Young-chan.

## Sinopsis
Tras la muerte de su familia en un accidente, el solitario Cha Hyun-soo se muda a un nuevo apartamento. Su vida tranquila pronto se ve perturbada por extraños incidentes que comienzan a ocurrir en su nuevo edificio. A medida que las personas se convierten en monstruos, Hyun-soo y otros residentes intentan sobrevivir.

## Reparto
- Song Kang como Cha Hyun-soo, un estudiante de secundaria suicida que se muda al departamento 1410 en Green Home después de que su familia muriera en un accidente automovilístico. Se encuentra atrapado en medio de un apocalipsis, Cha Hyun–soo gana poderes de los infectados después de fusionarse con el monstruo dentro de él y convertirse en un ser superpoderoso.
- Lee Jin-wook como Pyun Sang-wook, un hombre misterioso con una cicatriz en el rostro. Castiga el mal con el mal y lo confunden con un gánster. Ha mejorado la fuerza física.
  - Lee Eugene como Sang-wook de joven.[4]
- Lee Si-young como Seo Yi-kyung, una ex bombera cuyo prometido desapareció dos días antes de su boda. Tiene problemas de confianza y es una experta en artes marciales, habiendo servido en las fuerzas especiales. Su personaje es exclusivo de la serie de televisión, no habiendo aparecido en el cómic webtoon.
- Lee Do-hyun como Lee Eun-hyuk, el hermano mayor de Eun-yoo, un estudiante de medicina. Es el líder de los supervivientes del edificio. Maneja todo con una mente tranquila y una decisión racional, lo que hace que los demás lo consideren remoto y de corazón frío.
- Kim Nam-hee como Jung Jae-heon, un profesor de coreano y cristiano devoto que vive en la habitación 1506. Tiene un jingum de recuerdo, una espada coreana de artes marciales, para defenderse y proteger a los demás. Salva a Yoon Jisoo y se queda con ella. En la serie, Jae-heon y Ji-soo están románticamente interesados el uno en el otro.[5][6]
- Ko Min-si como Lee Eun-yoo, la hermana menor de Eun-hyuk y una antigua bailarina que dejó su carrera debido a una lesión que sufrió en el pie. Ahora vive con su hermano.
- Park Gyu-young como Yoon Ji-soo, una bajista que se muda al departamento 1510 de Green Home tras el suicidio de su novio. Fue salvada por Jae-heon cuyo después se queda con él. A diferencia del webtoon, ahora es un personaje recurrente y no principal.
- Ko Yoon-jung como Park Yoo-ri, una enfermera de cuidados paliativos y cuidadora de Ahn Kil-Seop. Sufre de asma severo.
- Kim Kap-soo como Ahn Kil-seop, un enfermo terminal que vive con su enfermera Park Yoo-ri.
- Kim Sang-ho como Han Doo-shik, que vive en 1408. Es el vecino de Hyun-soo, un hombre de mediana edad atado a una silla de ruedas y antiguo militar. Tiene talento para fabricar armas.
- Woo Hyun como Kim Seok-hyun, propietario de una tienda de comestibles que suele maltratar a su mujer.
- Kim Hyun como Ahn Sun-young, la esposa de Seok-hyun.
- Kim Hee-jung como Cha Jin-ok, una madre que intenta desesperadamente salvar a su hija, para luego ser testigo de su muerte.
- Heo Yool como Kim Soo-young, la niña de 9 años y hermana de Kim Young-soo
- Choi Go como Kim Young-soo, el niño de 6 años y hermano pequeño de Soo-young
- Kim Kook-hee como Son Hye-in, una mujer de mediana edad que siempre lleva a su mascota Pomerania llamada Bom, una mascota pequeña[7]
- Lee Bong-ryun como Im Myung-sook, una madre que perdió a su hijo cuando el cochecito se alejó de ella, haciendo que un camión chocara contra el coche.
- Ko Geon-han como Choi Yoon-jae, un depredador de niños, fuertemente golpeado por Pyun Sang-wook.
- Woo Jung-kook como Kang Seung-wan, un residente tímido y con gafas.
- Lim Soo-hyung como No Byung-il
- Ahn Dong-koo como Lee Soo-woong, un soldado.
- Lee Joon-woo como Ryoo Jae-hwan, un superviviente.
- Jung Ha-dam como Kim Ji-eun
- Kim Sung-cheol como Jung Woo-myung
- Kim Ji-eun como Han Yoo-jin
- Lee Ji-ha como Moon Hyun-sook, la madre de Hyun-soo
- Kim Yi-kyung como Cha Soo-ah, la hermana menor de Hyun-soo.[8]
- Lee Ki-hyuk como Hwang Seung-jae
- Park Ah-in como La chica de al lado
- Ham Sung-min como Park Joo-young, compañero de clase de Hyun-soo
- Heo Nam-jun como Kang Seok-chan (temporadas 2 y 3).[9][10]
- im soo hyung como No Byeong-Il

## Episodios
!Fecha de lanzamiento original
|-
! 1
|Cha Hyun-su se muda al decadente Verde Hogar. Poco después, presencia macabros sucesos en el departamento de una vecina.
Lee Eung-bok, Jang Young-woo y Park So-hyun
| rowspan="10" |18 de diciembre de 2020
|-
! 2
|Se declara el estado de emergencia, y los residentes atan a Pyeon Sang-wook porque tiene una mordedura. Hyun-su no puede ignorar a una familia en apuros.
Un héroe inesperado protege a los niños mientras Hyun-su, Yoon Ji-su y Jung Jae-heon intentan llevarlos a un lugar seguro.
Información vital sobre los monstruos sale a la luz. Cuando los residentes no logran ponerse de acuerdo sobre qué hacer con Hyun-su, Lee Eun-hyeok propone una votación.
Encargado de llevar a cabo peligrosas misiones, Hyun-su va por Han Du-sik. Sang-wook no se detendrá ante nada en su afán de terminar lo que empezó.
An Seon-yeong se enfrenta al peor monstruo de todos. Seo Yi-kyung se va del edificio y sale en busca de su prometido para encontrar respuestas.
Hyun-su salva al grupo de un ataque letal. En vista de que los suministros esenciales están por acabarse, Eun-hyeok anuncia un plan para salir a buscarlos.
Por el estado en el que se encuentra, Ji-su no tiene más remedio que asumir un gran riesgo. Yi-kyung regresa a Verde Hogar justo a tiempo.
¿Cuando un grupo de forajidos se apodera del edificio, los residentes conocen el lado más brutal de los humanos, que puede ser más salvaje que el de los monstruos.
Un folleto militar promete un camino hacia la seguridad, pero al grupo no le genera confianza. Hyun-su descubre una nueva forma de entender su condición.

## Premios y nominaciones
| Año  | Categoría                        | Premio                   | Nominado(a)    | Resultado |
| ---- | -------------------------------- | ------------------------ | -------------- | --------- |
| 2021 | Best Newcomer (Male)             | 2021 Asia Contents Award | Song Kang      | Ganó      |
| 2021 | Best Newcomer (Female)           | 2021 Asia Contents Award | Go Min-si      | Ganó      |
| 2021 | Technical Achievement Award      | 2021 Asia Contents Award | Sweet Home     | Ganó      |
| 2021 | Best New Actor                   | 57th Baeksang Arts Award | Song Kang      | Nominado  |
| 2021 | Best New Actress                 | 57th Baeksang Arts Award | Park Kyu-young | Nominada  |
| 2021 | Technical Award - Visual Effects | 57th Baeksang Arts Award | Lee Byung-joo  | Nominado  |

## Producción

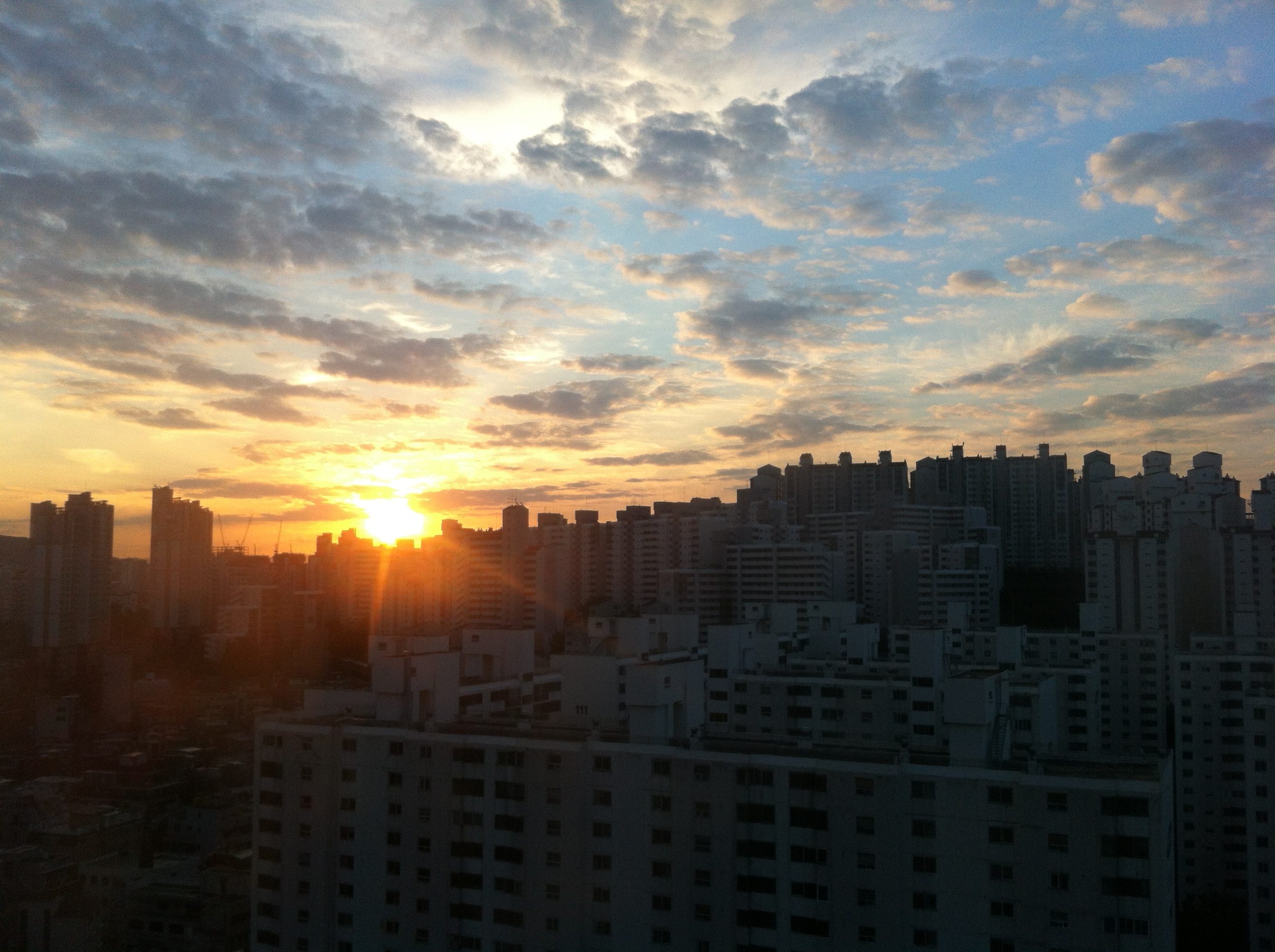
El escenario de la serie se desarrolla en los edificios residenciales de Seúl.

El 18 de noviembre de 2020, Netflix lanzó un avance de la serie anunciando que Dulce hogar se estrenaría el 18 de diciembre.
En julio de 2021 se anunció que habían planes para renovar la serie para una segunda temporada, sin embargo un representante de Netflix Corea declaró que: "Hasta ahora, no se había confirmado nada con respecto a la temporada 2".
Finalmente el 1 de diciembre de 2023, se estrena la segunda temporada de la serie en Netflix.

### Desarrollo
El director Lee Eung-bok conocía "más o menos" el final del Line Webtoon en el que se basa la serie antes de que éste estrenara su último capítulo en julio de 2020, aunque decidió "diferir un poco del webtoon porque [se] emiten en diferentes plataformas. "

La serie gastó la mayor parte de su presupuesto, ya que cada episodio costó 2,7 millones de dólares.
 El coreógrafo Kim Seol-jin y el contorsionista Troy James fueron elegidos para grabar los movimientos de los monstruos mediante captura de movimiento.
La tercera y última temporada se estrenó el 19 de julio de 2024.

### Casting
Aunque el rodaje ya había comenzado, Netflix anunció oficialmente la alineación de la serie el 18 de diciembre de 2019, con Song Kang, Lee Jin-wook y Lee Si-young en los papeles principales, y
Lee Do-hyun, Kim Nam-hee, Go Min-si, Park Gyu-young, Go Yoon-jung, Kim Kap-soo y Kim Sang-ho como parte del reparto conjunto.
Lee Eung-bok reveló que, durante la audición de Song Kang, el actor le recordó a Johnny Depp en Eduardo Manostijeras: "una imagen de alguien que tiene un alma pura e inocente pero que sostiene una lanza en la mano"." El actor fue recomendado a Lee Eung-bok por el director de la serie de Netflix Love Alarm que lo impulsó a la fama en agosto de 2019. El personaje de Lee Si-young no aparece en el webtoon original, pero el director "quería añadir un personaje femenino que pudiera llevar a cabo escenas de acción muy interesantes"; La actriz es una ex boxeadora amateur. Se entrenó durante seis meses antes de rodar la serie. Park Gyu-young admitió que no tenía muchas esperanzas de ser elegida para la serie, pero "en cuanto salió del plató de la audición, el director la llamó y le dijo que se fuera con un guion".

### Filmación
La fotografía principal comenzó en septiembre de 2019 y el rodaje finalizó en febrero de 2020. El set se extendió a lo largo de 11.500 metros cuadrados donde se rodó más del 90% de la serie.

### Efectos visuales
Diseñadores de Legacy Effects, VFX Studio Westworld y Spectral Motion, que trabajaron en películas como The Avengers y Avatar, así como las series de televisión Game of Thrones y Stranger Things, fueron reclutados para Sweet Home.

### Recepción de la crítica
Joel Keller de Decider dijo que "«a pesar de sus defectos y una premisa que hemos visto antes, Sweet Home [nombre en inglés de Dulce hogar] se distingue por su entorno y sus monstruos. Veremos si el drama entre los sobrevivientes nos mantendrá mirando».